# Dán Szabadcsapatok

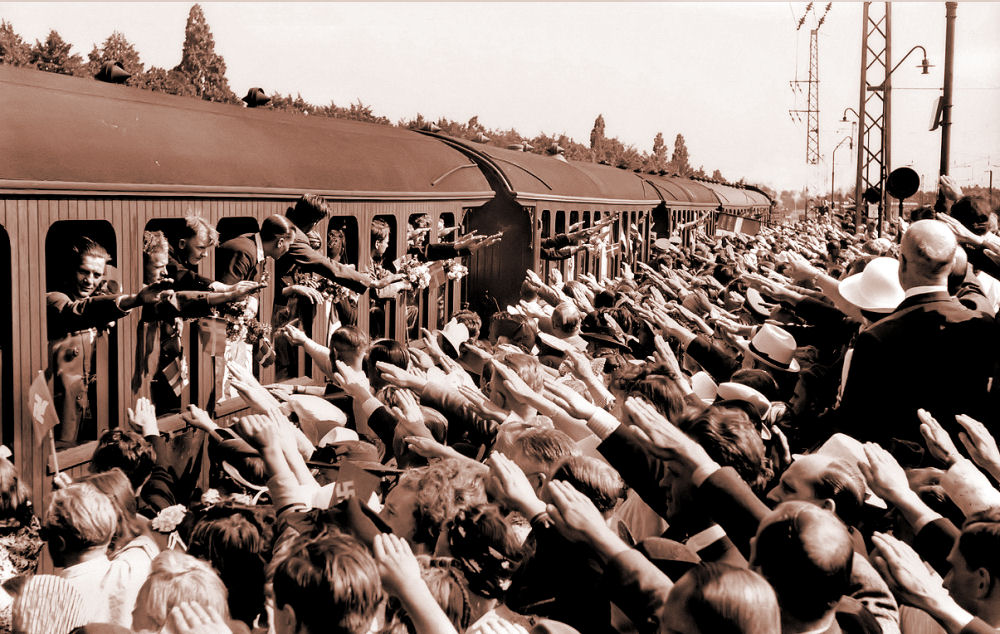
Dán kollaboránsok karlendítéssel búcsúztatják az orosz frontra induló önkénteseket Hellerup vasútállomásán.

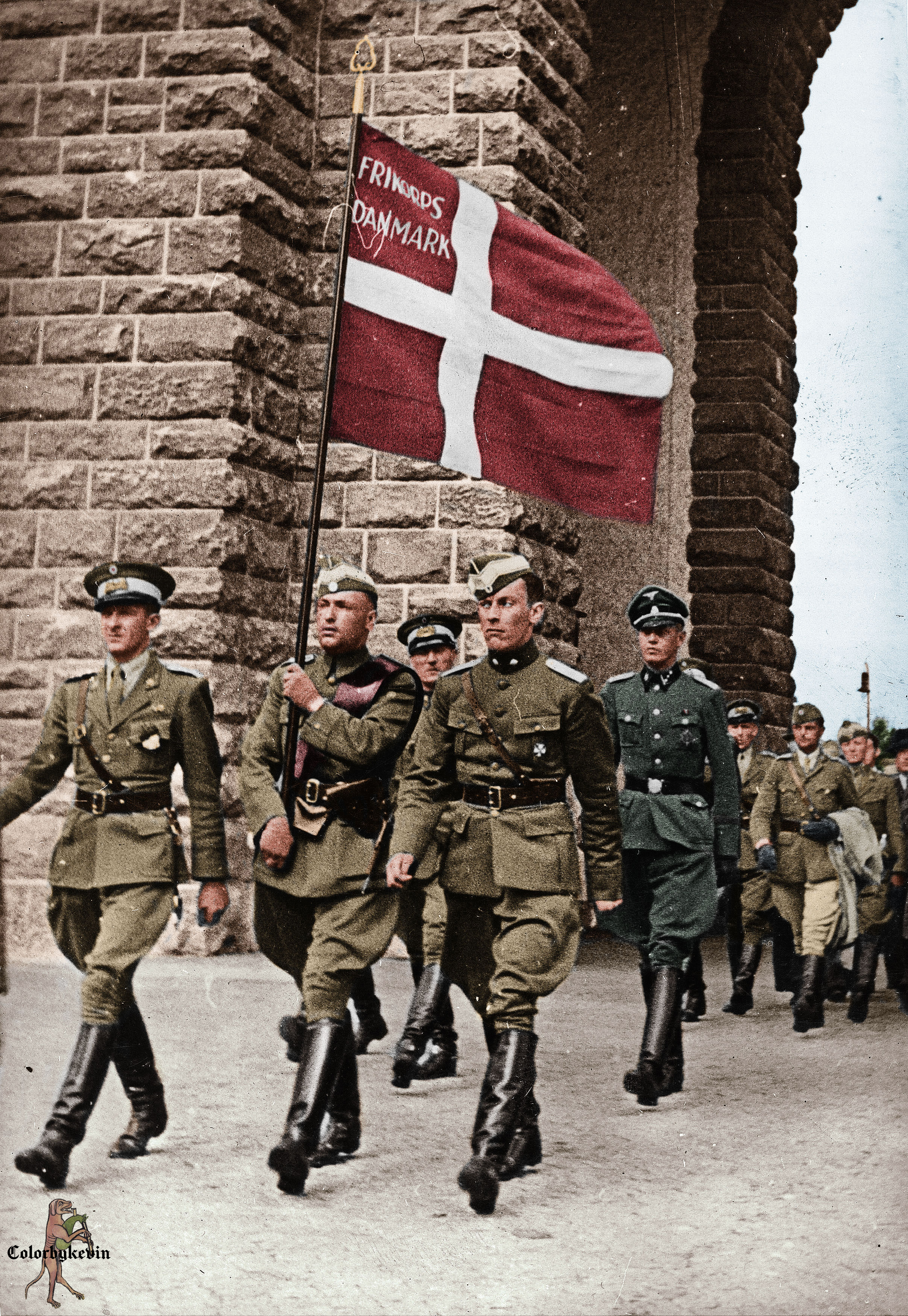
A Dán Szabadcsapatok Christian Peder Kryssing alezredessel az élen menetelnek Németországban.

Dán Szabadcsapatok vagy Dániai Szabadcsapatok (dánul: Frikorps Danmark, németül: Freikorps Dänmark) a második világháború során, a nácik által megszállt Dániában szerveződött, németekkel kollaboráló katonai alakulat volt, melyet a Wehrmacht a keleti fronton, a Szovjetunió ellen vetett be.
Vidkun Quisling a szintén megszállt Norvégiában is létrehozta a kollaboráns Norvég Légiót, melyet ugyancsak Oroszországba vezényeltek. Mind a Dán Szabadcsapatoknak, mind a Norvég Légiónak csak marginális szerep jutott a harcokban, de előbbi norvég párjával ellentétben nagyobb volt és viszonylag eredményesebb. Quisling a norvég légiót önálló haderővé sikertelenül próbálta fejleszteni, hogy Norvégia ne megszállt ország, hanem a tengellyel eleve szövetséges, önálló fasiszta állam lehessen, amely területi követelésekkel léphetne fel Északnyugat-Oroszországban.
A Dán Szabadcsapatokat a dán nácipárt szervezte meg közvetlenül a Barbarossa hadművelet megindulása után. Ezt a dán kormány jóváhagyta és felhatalmazta a királyi hadsereg tisztjeit, hogy önként csatlakozzanak a szabadcsapatokhoz. Az egység több mint hatezer főt számlált (összehasonlításképp a Norvég Légió csupán ezer főt). Az önkéntesek száma, akik a Szabadcsapatoknál jelentkeztek, természetesen ennél nagyobb volt, ám nem mindenkit találtak alkalmasnak katonai szolgáltra.
A Dán Szabadcsapatokat 1943-ban feloszlatták.

## Létrejötte
Dániát Németország annak ellenére rohanta le (Weserübung hadművelet, 1940), hogy a két állam 1939-ben meg nem támadási szerződést írt alá. A németek viszont épp a szerződésre hivatkozva szállták meg az országot, mondván egy esetleges angol inváziótól akarják megvédeni Dániát. A dán hadsereg csekély ellenállást tanúsított, X. Keresztély, az ország uralkodója pedig szembesülve a Németország jelentette gigantikus túlerővel inkább megadta magát.
A dánok közül (miként a király és a kormány is) sokan kényszerű együttműködésbe kezdtek a németekkel. Berlin Cécil von Renthe-Finket akkreditálta a király és kabinetje mellé felügyeletként.
Amikor a Barbarossa hadművelet kezdetét vette, Németország maga kérte fel Dániát, hogy hozzon létre katonai egységet a szovjetek elleni hadjáratra. A dán nácipárt lapja, a Fædrelandet 1941. június 29-én meghirdette az egység felállítását, majd Erik Scavenius dán külügyminiszter megállapodott a német hadvezetéssel, hogy engedélyezi a királyi hadsereg katonáinak és tisztjeinek a csatlakozást, akik így rangjukat is megtarthatták az új alakulatban.
Az alakulat parancsnokának Christian Peder Kryssing alezredest,  a holbæki 5. tüzérségi ezred parancsnokát tették meg. A Dán Szabadcsapatok a Waffen-SS ún. négy nemzeti légió-jának egyike voltak. 1941-ben még 1164 főt számlált az egység.
Létrehozásának körülménye, különösen a dán kormány szerepe miatt a mai napig vitatott. Többek szerint a kormány mindössze jóváhagyta az alakulat létrehozását, annak szervezésében pedig már nem vett részt.

## Bevetése
Miután az első 1000 újonc készen állt, a lengyelországi Owińskába vezényelték őket. 1942 februárjában Kryssinget felmentették, mert nem tartották eléggé elkötelezettnek a nácizmus mellett, így visszakerült a tüzérséghez. A Dán Szabadcsapatok új parancsnoka egy oroszországi származású német arisztokrata, Christian Frederik von Schalburg lett, akinek családja a bolsevik forradalom következtében menekült Dániába, ezért mély gyűlölettel viseltetett a kommunizmus iránt.
1942. május 8-án a dán kollaboránsok az Ilmeny-tó déli oldalán fekvő Demjanszkba kerültek, Novgorod mellé, ahol harcoltak az oroszokkal. Június 2-án parancsnokuk von Schalburg taposóaknára tévedt és életét vesztette. Három nappal később Bolsoj Dubovizij mellett elesett helyettese Hans Albert von Lettow-Vorbeck is. Június 11-én Knud Børge Martinsen lett az egység vezetője.
A dánoknak nehéz körülmények között kellett helytállni egy mocsaras, egészségtelen területen, ahol utak sem voltak, ezért az utánpótlás ingadozott. Hogy a nehéz terepen a járművek járni tudjanak, a dánok farönköket döntöttek ki és fektettek le a sárban.
A dán kollaboráns katonák 1942. augusztusa és októbere között visszatértek hazájukba, ahol a lakosság mély ellenszenvvel fogadta őket. November 13-án a dánokat újra a frontra küldtek, a lettországi Jelgava közelébe, ahol eredetileg a partizánok ellen vetették volna be őket. Ehelyett a dánok ismét a Vörös Hadsereg elleni küzdelemre lettek kirendelve. Dán vélemények szerint ezzel elkerülték a szabadcsapatosok, hogy a polgári lakosság ellen elkövetett háborús bűnökben vegyenek részt. A Dán Szabadcsapatok az első SS gyalogsági hadosztály részeként heves harcokat vívtak az oroszokkal Velkije Luki mellett 1942 decemberében.
1943 áprilisában a Dán Szabadcsapatokat visszavonták a frontról és a bajorországi Grafenwöhrbe szállították, Nürnberg közelébe. Az alakulat 1943. május 6-án hivatalosan feloszlott (amelyet Dániából sokan sürgettek, szembesülve a háború várható végeredményével és aggódva amiatt, hogy Dániát Németország szövetségesének fogják minősíteni). Több önkéntest viszont egy új egységbe, a SS-Panzergrenadier-Regiment 24 Danmark-ba szerveztek át, amely a 11. Nordland önkéntes páncélgránátos SS-hadosztályhoz alá került. Ebben az egységben szolgáltak a spanyol-portugál Kék Hadosztály egyes hátra maradt önkéntesei is. A németekhez hűséges Martinsen egy másik félkatonai alakulatot is szervezett, amely a dán ellenállás tagjaira kezdett vadászni, illetve a nácikkal nem szimpatizáló dánokat terrorizálta. Tevékenységével viszont erősen csökkentette a dán nácipárt népszerűségét a lakosság körében.
Körülbelül 600 dán és schleswigi német szolgált a 3. Totenkopf SS-páncéloshadosztályban.

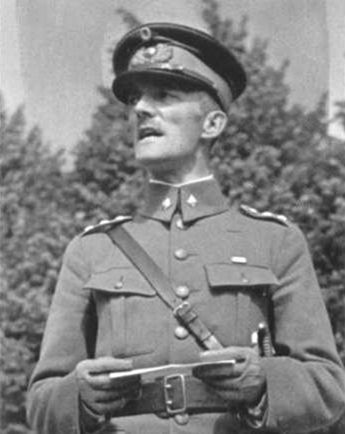
Christian Peder Kryssing(wd)
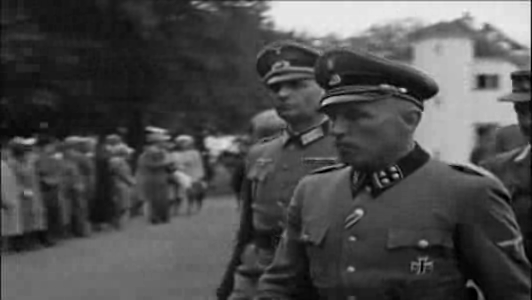
Knud Børge Martinsen(wd)
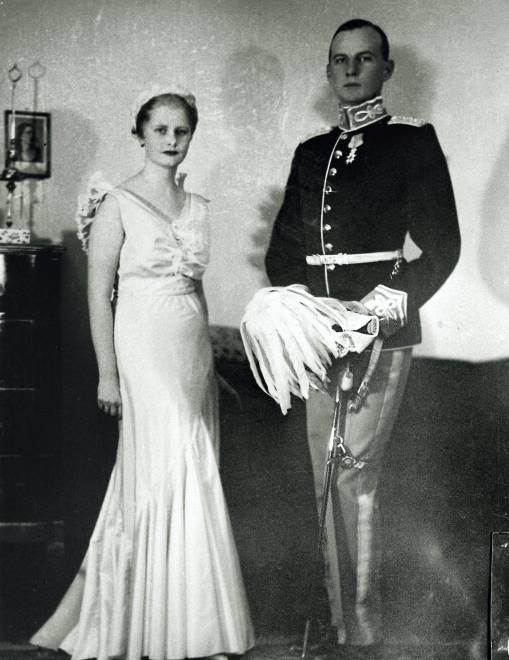
Christian Frederik von Schalburg(wd)
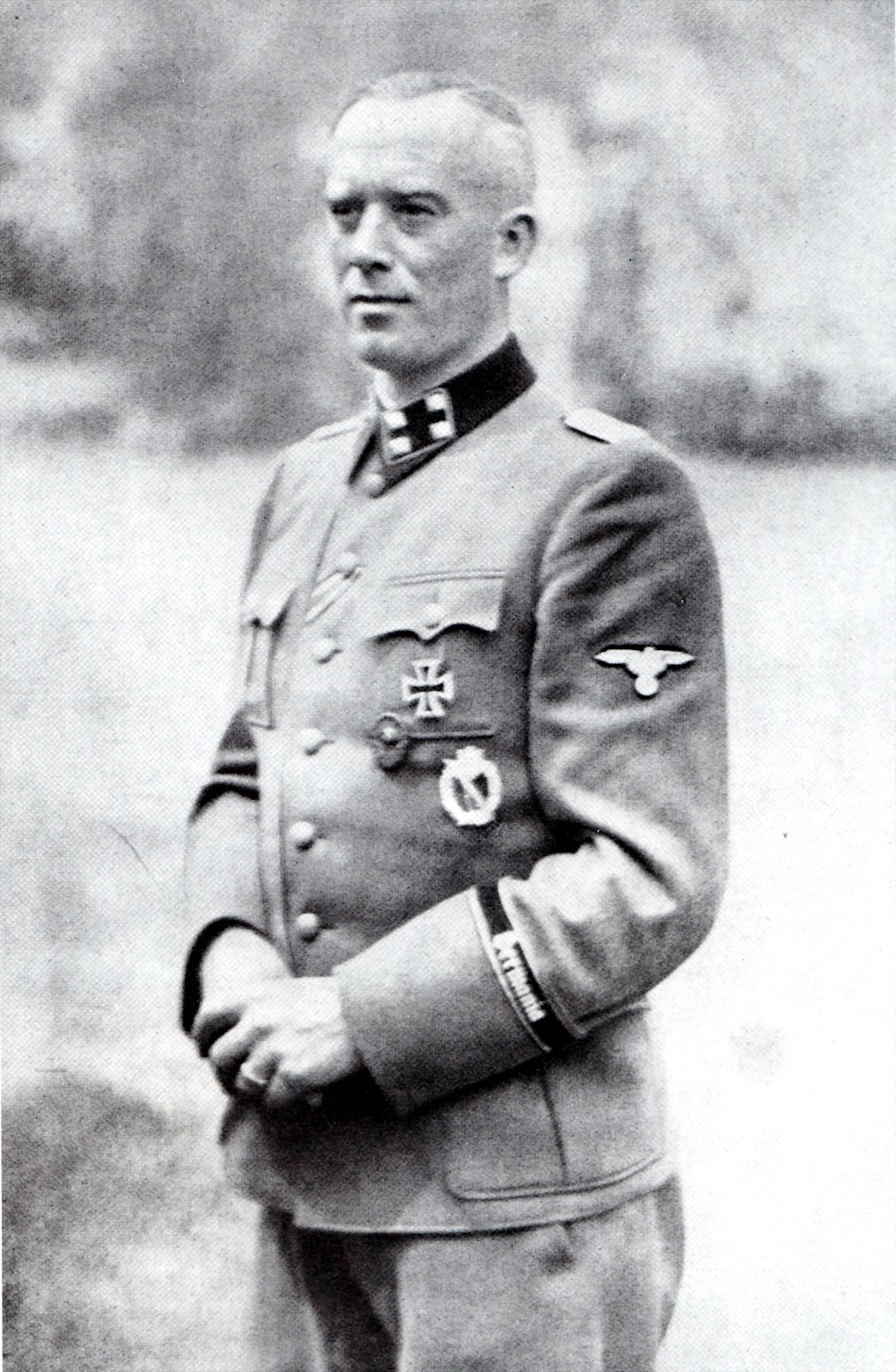
Hans-Albert von Lettow-Vorbeck(wd)

### A dán önkéntesek további sorsa
1943. szeptember 3-án a dán páncélos ezredet Horvátországba küldték, ahol részt vettek Olaszország kapitulációja után helyben maradt olasz katonai egységek lefegyverzésében és a jugoszláv partizánok elleni harcban. Ekkor már az egységet zömében romániai németekkel töltötték fel, így csupán egyetlen zászlóalj állt dán nemzetiségűekből.
Három hónappal később az egységet áthelyezték északra, ahol újból a Vörös Hadsereggel kellett küzdeniük Leningrád közelében. Innen az egység Narva területére, Észtországba húzódott. A narvai hídfőért folytatott harcok sok áldozatot szedtek az egység soraiból is. 1944 júniusa és júliusa között Kúrföldre, Lettországba vonultak vissza, ahol a szovjetek végül bekerítették őket. Maradványaikat 1945 februárjában hajókon Pomerániába evakuálták. Itt még egy ideig önálló egységként harcoltak, végül átintegrálták őket a Steinger-hadseregcsoportba és Berlin környékén szolgáltak tovább. A még életben maradt dánok részt vettek Berlin védelmében.

Az uniformisokon eleinte használt jelvény.

## Létszáma
A Dán Szabadcsapatokban mintegy 6000 ember szolgált a becslések szerint. Egy részét nemcsak dánok, hanem a dániai német kisebbség tagjai is alkották (közel 1500 fő). Még ennél is meglepőbb, hogy eredetileg 12 ezer ember jelentkezett a szabadcsapatoknál katonai szolgálatra, hogy a szovjetek ellen harcolhasson, de a sorozó bizottság nem talált mindenkit alkalmasnak katonai feladatok végzésére.
Noha viszonylag nagyszámú volt az egység, de a lakosság ódzkodott a szabadcsapatok tagjaitól. Inkább kimondottan ellenségesek voltak velük szemben, hisz a németekre a dánok többsége, mint megszállókra tekintett.
Az egységnek a harcokban elszenvedett veszteségeiről csupán becslések vannak. Körülbelül 1750 fő esett el a Szovjetunió elleni háborúban.

## Zászlók, jelvények, egyenruha
A Dán Szabadcsapatok a Danneborg színeit használták zászlójukban. A zászló balfelső sarkában, a skandináv kereszt mögött szerepelt az egység neve dánul felvarrva. Egyenruhájuk a Wehrmachtnál rendszeresített típus volt, amelynek jelvényén a Danneborg volt látható, amit utóbb lecserélték horogkeresztre.

## Utóélete
Több dán szabadcsapatost a második világháború végeztével bíróság elé állították Dániában. Rendszerint kettő és nyolc év közötti büntetéseket szabtak ki rájuk, többnyire hazaárulásért.

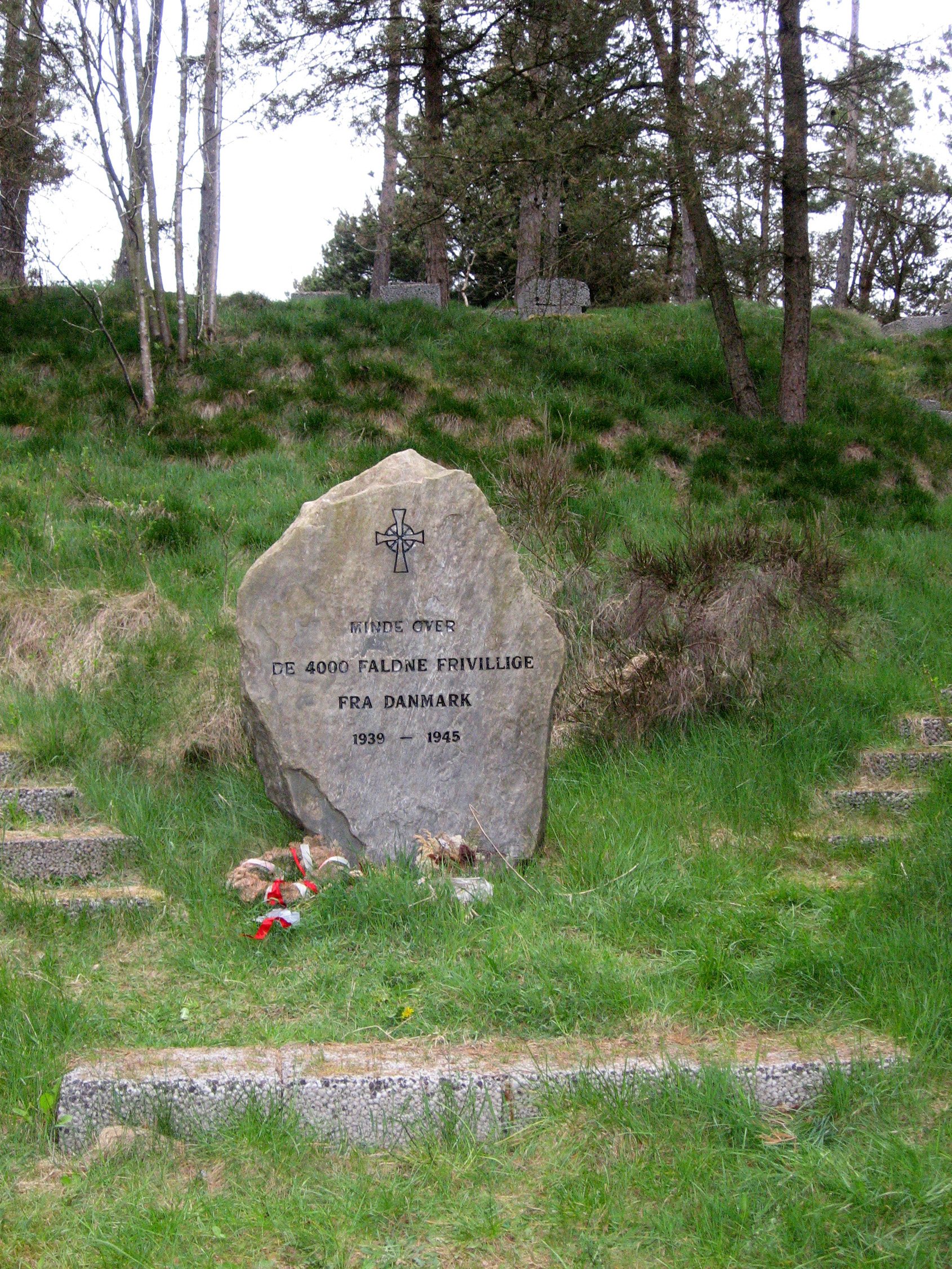
A háborúban elesett dánok emlékműve Silkeborg mellett.

A bírósági eljárások azonban vitatottak, mivel egy olyan, a háború után elfogadott törvénymódosítással vontak felelősségre sokakat, amely 1940-ben még nem volt hatályban. A döntések során a bírák azzal érveltek, hogy az önkénteseknek fel kellett volna ismerniük, miszerint a dán kormány német nyomás alatt áll, amikor is elfogadták a csatlakozásra való felhívást. Súlyosító körülménynek tekintették, hogy bizonyos dán állampolgárok az egység feloszlatása után akkor álltak az SS-be, miután a dán kormány már lemondott (1943. augusztus 29.), sőt a dán királyi hadsereget és a haditengerészetet is feloszlatták, tehát nem volt semmilyen felsőbb jóváhagyás az általuk önként vállalt katonai szolgálatot illetően.
Több mint 3300 dán állampolgárt büntettek az SS-ben történt katonáskodásért. Egyesek a büntetés elkerülése végett Németországban maradtak, míg olyanok, akik 1956-ban szovjet hadifogságból tértek haza nem lettek felelősségre vonva. Az egység volt parancsnokát, Knud Børge Martinsen és Poul Neergaard-Jacobsent 1949-ben golyó általi halálra ítélték.
A keleti fronton elesett dánoknak 1971-ben emlékművet állítottak Silkeborgban.